# (4637) Odoric
Pour les articles homonymes, voir Odoric.
(4637) Odoric, internationalement (4637) Odorico, est un astéroïde de la ceinture principale.

## Description
(4637) Odoric est un astéroïde de la ceinture principale. Il fut découvert le 8 février 1989 à Chions par Johann Martin Baur. Il présente une orbite caractérisée par un demi-grand axe de 2,43 UA, une excentricité de 0,15 et une inclinaison de 1,7° par rapport à l'écliptique.
Il est nommé d'après le moine franciscain Odoric de Pordenone.

## Compléments